# Woschod (osiedle)
Woschod (ros. Восхoд) – osiedle typu miejskiego w Rosji, w obwodzie moskiewskim. W 2020 roku liczyło 1816 mieszkańców. Jest to miasto zamknięte.